# Абд аль-Малик (рэпер)
Абд аль Малик (фр. Abd al Malik; имя при рождении Режис Файет-Микано фр. Régis Fayette-Mikano) — французский рэпер и артист устной речи. Он также является автором книг на французском языке и снял экранизацию одной из своих книг.

## Музыкальная карьера
Талантливый в словах и музыке, он вместе со своим братом Билалом и двоюродной сестрой Аиссой сформировал рэп-группу, которую они назвали «Новые африканские поэты», также известную под аббревиатурой N.A.P.. Среди других участников были Мустафа, Мохаммед и Карим, все из района, где он жил. Большая часть группы прибыла из района Нойхоф в Страсбурге.
Перейдя из христианства в ислам, он взял сценическое имя Абд аль Малик. Это была адаптация его имени при рождении Режис, происходящего от слова rex, означающего «король» на латыни, тогда как Малик означает «король» на арабском языке .
NAP выпустили свой первый макси «Too Good to Be True», спродюсированный Sulee B, на High Skills, лейбле, основанной группой Deez Nuts для продвижения местных хип-хоп талантов Нойхофа. В 1996 году они выпустили альбом «La Racaille sorte 1» также на High Skills, продав более 25 000 копий. На основании этого NAP подписали контракт с BMG и выпустили в 1998 году альбом La Fin du monde с участием Wallen, Rockin Squat (из Assassin), Radical Kicker, Shurik'n, Freeman (из IAM), Rocca и Faf Larage. В 1999 году последовал третий альбом под названием «Inside Us», также с BMG.

## Карьера писателя
Абд аль Малик также очень активно писал. В 2004 году он опубликовал свою автобиографическую книгу «Qu'Allah blesse la France» (что означает: «Да благословит Аллах Францию») о своем детстве в Нойхофе в семье с одним родителем, состоящей из семи детей, о своем учёбе, тяжелой жизни и музыкальном начале. В 2005 году книга получила бельгийскую премию Лоуренса Трана.
В 2009 году, после проблем во французских пригородах, он написал книгу о жизни в обедневших французских пригородах «Война пригородов не состоится», населенных в основном французскими иммигрантами. В 2010 году книга получила премию Эдгара Фора в области политической литературы.
В 2013 году он опубликовал книгу «Ислам на помощь республике» («фр. L'Islam au secours de la République»).
Он также объявил, что готовится фильм под названием «Да благословит Аллах Францию!» («фр. Qu'Allah bénisse la France»), основанный на его одноименной автобиографической книге. Премьера фильма состоялась на Фестивале франкоязычных фильмов в Ангулеме в августе 2014 года, а на Международном кинофестивале в Торонто в 2014 году он получил приз ФИПРЕССИ « Открытие».

## Театр
В 2013 году он участвовал в туре под названием L'art et la reult , посвященном известному французскому писателю и философу Альберу Камю. Это музыкальная аранжировка, в которой Абд аль Малик поет, читает рэп и декламирует тексты Камю или во многом вдохновленные Камю, в сопровождении классического оркестра в основном на основе произведения Камю L'Envers et l'Endroit (английское название Betwixt and Between).

## Личная жизнь
Имеет конголезское происхождение. В 1998 году Режис Файет-Микано женился на французской марокканской певице Валлен, от которой в 2001 году у него родился ребёнок. В 1999 году он принял ислам, взяв имя Абд аль Малик. На него большое влияние оказали учения Хамзы аль-Кадири аль-Бучичи, марокканского духовного лидера и философа кадирийского суфизма.

## Книги и публикации
- 2004: Qu'Allah bénisse la République, 208 pages, Éditions Albin Michel
- 2009: La guerre des banlieues n'aura pas lieu, 180 pages, Éditions Le Cherche midi 180 p.
- 2011: Le dernier français
- 2013: L'Islam au secours de la République
- 2015: Place de la République
- 2016: Camus, l'art de la révolte, Éditions Fayard
- 2021: Réconciliation

## Дискография

### Альбомы
Альбомы с NAP
- 1996: La racaille sort 1 disque
- 1998: La fin du monde
- 1999: À l'intérieur de nous
- 2008: Un monde perdu (compilation)

Сольные альбомы
| Год  | Альбом                   | Наивысшая позиция | Наивысшая позиция | Наивысшая позиция | Сертификация |
| Год  | Альбом                   | FR                | BEL (Wa)          | SWI               | Сертификация |
| ---- | ------------------------ | ----------------- | ----------------- | ----------------- | ------------ |
| 2004 | Le face à face des cœurs | 155               | –                 | –                 |              |
| 2006 | Gibraltar                | 13                | 50                | 97                |              |
| 2008 | Dante                    | 11                | 48                | 66                |              |
| 2011 | Château rouge            | 22                | 70                | –                 | - SNEP: Gold |
| 2015 | Scarifications           | 61                | 108               | –                 |              |

### Singles
| Year | Single                     | Peak positions | Peak positions | Album         |
| Year | Single                     | FR             | BEL (Wa)       | Album         |
| ---- | -------------------------- | -------------- | -------------- | ------------- |
| 2011 | "Mon amour" (feat. Wallen) | 67             | 2 (Ultratip)   | Château Rouge |

## Фильмография
- 2014: Аллах, благослови Францию